# 神戸百年記念病院
神戸百年記念病院（こうべひゃくねんきねんびょういん）は、兵庫県神戸市兵庫区にある総合病院。正式名称は医療法人社団顕鐘会神戸百年記念病院である。医師の卒後臨床研修指定病院でもある。
法人名の一字である「鐘」は、この病院がかつてカネボウの運営による「鐘紡記念病院」（かねぼうきねんびょういん）であったことに起因する。

## 沿革
- 1907年（明治40年）8月 - 鐘淵紡績兵庫工場付属診療所として従業員の診察に当る。
- 1923年（大正12年）6月 - 病院旧本館完成。生活困窮者には無料診察を行う。
- 1945年（昭和20年）3月 - 隣接の鐘淵紡績兵庫工場が空襲で焼失したものの、被災を免れた病院は診療業務を続ける。
- 1947年（昭和22年）6月 - 一般地域住民に開放し、地域社会への医療奉仕を開始。
- 1961年（昭和36年）6月 - 100床増床して、病床数を一般165床・結核100床となる。
- 1964年（昭和39年）6月 - 総合病院の名称使用を許可。
- 1971年（昭和46年）7月 - 「鐘紡兵庫病院」を「鐘紡病院」と名称変更。
- 1975年（昭和50年）5月 - 付属がん研究所設置（鉄筋地下1階地上5階）。
- 1978年（昭和53年）
  - 5月 - 日本病院協会指定短期ドック実施病院となる。
  - 12月 - 一般病床242床。基準看護特二類実施を承認される。
- 1987年（昭和62年）7月 - 鐘紡創立百周年記念事業の一環として病院の改築が決定。
- 1990年（平成2年）
  - 4月 - 新本館竣工(鉄筋地下1階地上7階)「鐘紡記念病院」と名称変更。
  - 5月 - 新本館が開院。
- 1995年（平成7年）1月17日 - 阪神・淡路大震災に遭遇。建物の被災は免れ、救援活動を行う。
- 1996年（平成8年）5月 - 救急医療指定病院となる。
- 1999年（平成11年）1月 - 日本医療機能評価機構より一般病院B認定される。
- 2002年（平成14年）6月 - 隣接する神戸ウイングスタジアム（現：ノエビアスタジアム神戸）で開催されたFIFAワールドカップを支援。
- 2003年（平成15年）
  - 1月 - 人間ドック改装完了（1日30名体制に）。
  - 3月 - 独身寮完成する。
  - 7月 - 新病床区分「一般」届け出る。
  - 11月 - 臨床研修医病院の指定を受ける。
- 2004年（平成16年）1月 - 日本医療機能評価機構より一般病院認定される。
- 2006年（平成18年）
  - 4月 - 医療法人社団の設立を認可。NST設立。
  - 7月 -  運営がカネボウから独立し、「医療法人社団鐘紡記念病院」に改称。
- 2007年（平成19年）8月 - カネボウの商標権がカネボウ化粧品に譲渡され、カネボウ化粧品が花王に譲渡されたことによりその商標が使えなくなることと、同病院が開院100周年を迎えることに当たり、名称を「医療法人社団顕鐘会神戸百年記念病院」に改称。
- 2009年（平成21年）4月 - 入院診療費算定にDPCを採用。
- 2011年（平成23年）4月 - 心大血管疾患リハビリテーションセンター開設。
- 2017年（平成29年）1月 - 認知症医療疾患センター開設

## 診療科等
- 内科
- 漢方内科
- 外科
- 整形外科
- 眼科
- 耳鼻咽喉科
- 放射線科
- 婦人科
- 泌尿器科

- 皮膚科
- 小児科
- 精神科
- 麻酔科
- 消化器センター
- 人間ドック
- リハビリテーション部
- 看護部
- 薬剤部

## 医療機関指定等
出典
| 日本呼吸療法医学会専門医研修                         | 日本糖尿病学会認定教育施設         |
| 日本内科学会教育病院                                 | 日本循環器学会研修施設             |
| 日本消化器内視鏡学会認定施設                         | 日本消化器病学会認定施設           |
| 日本プライマリ・ケア学会認定医研修施設               | 日本老年医学会認定施設             |
| 日本東洋医学会研修施設                               | 日本放射線腫瘍学会協力認定施設     |
| 日本外科学会修練施設                                 | 日本消化器外科学会専門医修練施設   |
| 日本整形外科学会認定研修施設兵庫県                   | 日本泌尿器学会泌尿器科専門医教育施 |
| 日本耳鼻咽喉科学会研修施設                           | 日本総合健診医学会優良総合健診施設 |
| 日本病院会優良人間ドック施設                         | 厚生労働省指定臨床研修病院         |
| 日本医療機能評価機構認定病院                         | 日本リウマチ学会教育施設           |
| マンモグラフィ（乳房エックス線写真）検診施設画像認定 | 日本麻酔科学会認定研修施設         |
| 日本がん治療認定医機構認定施設                       | 日本乳癌学会認定関連施設           |
| 医療被曝低減施設認定施設                             | 日本高血圧学会専門認定施設         |

## 交通アクセス
- 山陽本線（JR西日本）：兵庫駅から連絡バスを利用。
- 神戸市営地下鉄海岸線：御崎公園駅を下車して徒歩。